# 有楽町イトシア
有楽町イトシア（ゆうらくちょうイトシア）は、東京都千代田区有楽町二丁目の有楽町駅前に所在する丸井を核店舗とするオフィスペースを兼ね備えた複合商業施設である。
イトシア（ITOCiA）の由来は「愛しい + ia（場所を表す名詞語尾）」。

## 概要
1945年（昭和20年）、闇市がひしめいていた有楽町一帯を再開発する話が浮上し、47年に戦災復興計画、62年には東京都が都市計画変更を決定した。対象地域は、A、B、Cの三つに分けられ、A地区には65年、東京交通会館が完成、C地区には84年、有楽町センタービル（有楽町マリオン）が誕生した。しかし、B地区はすんなり行かず、80年に都が都市計画を改めて決定し、85年に準備組合が設立されたものの整備計画に対する地元の同意を得ることができなかった。このため、都はB地区を二つに分け、意見集約の見込みがある第1地区で商業施設を中心に再開発を急ぐことにした。
2002年（平成14年）、都は所有地を売却し、民間による組合主導に方針転換。事業主として手を上げたのが丸井で、9月、再開発組合が設立され、03年にはパーク24とも参加組合協定を締結、05年着工、2007年（平成19年）10月12日に開業した。オープン初日は、平日であったにもかかわらず、幅広い年齢層にわたり予想を遥かに超える12万人が来館した。この再開発事業では、施設建築物の建設とともに、公共施設整備として駅前広場の形成と歩道拡幅による既存区画道路の整備も行われた。
再開発地は江戸時代、南町奉行所が置かれていた場所で、着工前に千代田区が埋蔵文化財の発掘調査を実施し、遺物や遺構が発見された。

## 施設
建物は、地下4階地上21階建ての高層棟と地下1階地上5階建ての低層棟から構成され、地下構造は一体となっている。高層棟と低層棟は貫通道路を挟み2階、4階及び屋根で繋がっている。地下4階～地下2階はパーク24が区分所有する時間貸駐車場「タイムズステーション・イトシア」となり、287台分の駐車スペースが確保されている。
外装
高層部のオフィスは、ガラスカーテンウォールで都市をシャープに映し出し、青空に抜けるような青さを特徴としている。商業店舗の入居する中層部は特殊面状タイル打ち込みPC板で構成。3階より下の低層部はガラスを中心としたファサードとしている。

### 高層棟
地上1階～8階には最大権利者である丸井の「有楽町マルイ」が入る。銀座・有楽町は、三越、松屋などがひしめく国内有数の百貨店激戦地だが、人口の都心回帰に加え、広域からの集客が期待でき、市場の成長余力があると判断し、丸井は進出を決めた。地下1階の「イトシアフードアベニュー」には、クリスピー・クリーム・ドーナツ有楽町イトシア店などが出店する。
地上10階～20階の11フロアはオフィスで、ワンフロア約415坪・約57m×約20mの無柱空間となり、ワイドスパンによる効率的なレイアウトが可能となっている。オフィスエントランスは東京交通会館の向かいに設置された。なお、オフィスは、約20人で組織される事務所共有者組合から、最も持分の多い東京交通会館がマスターリースを受け、交通会館がテナントに貸し付けるという方式が執られている。
テナント
権利者でもあるパーク24が五反田から移転し本社機能を集約した。しかし、2019年、西五反田に本社ビルが完成すると、パーク24は過半の部署を有楽町イトシアから移した。

### 低層棟
飲食&娯楽ゾーン「イトシアプラザ」として運営され、東京テアトルが運営する「ヒューマントラストシネマ有楽町」（2009年12月4日より「シネカノン有楽町2丁目」から経営・館名変更）、パチンコ&パチスロ「UNO」などが入る。

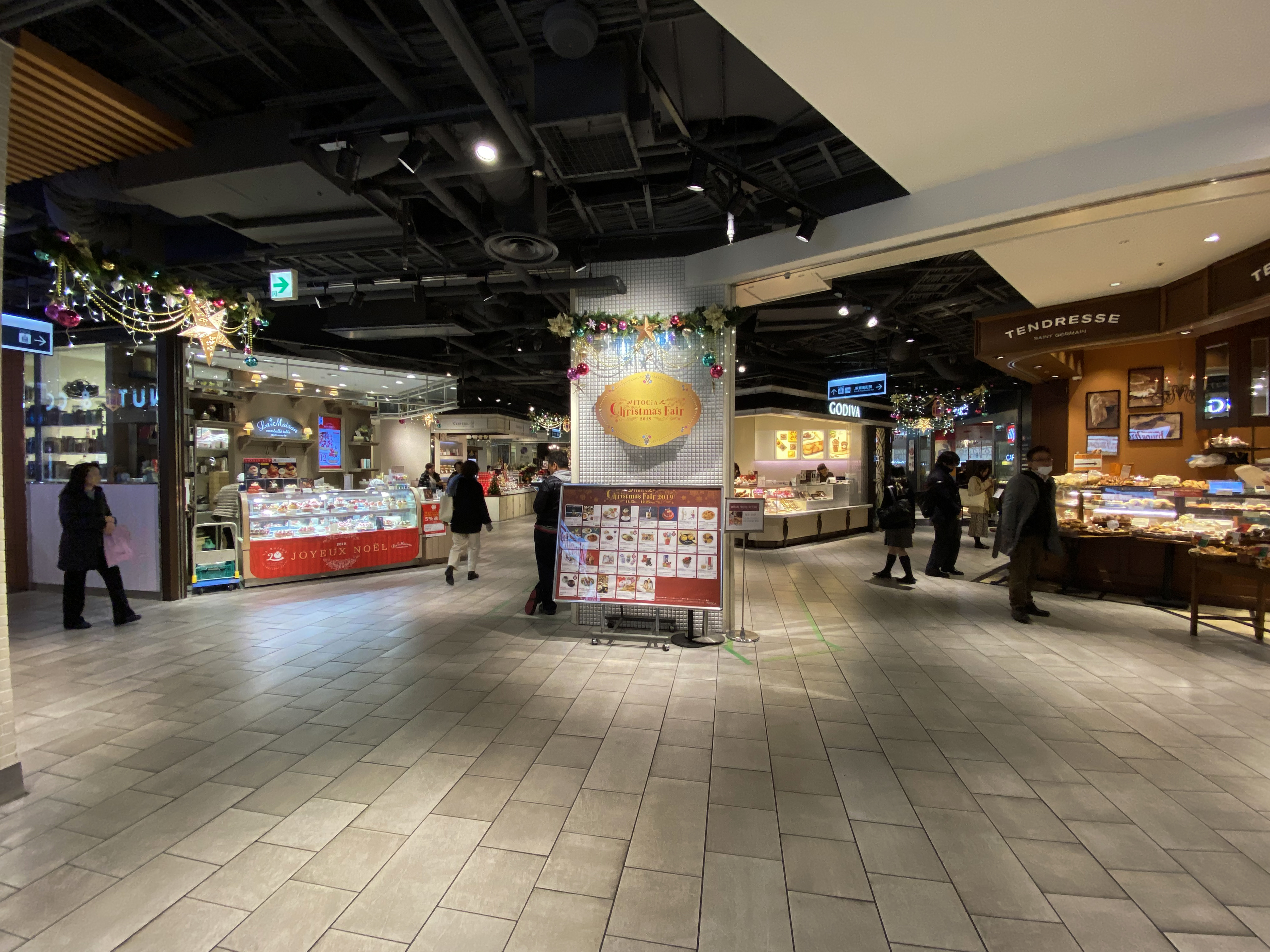
B1階
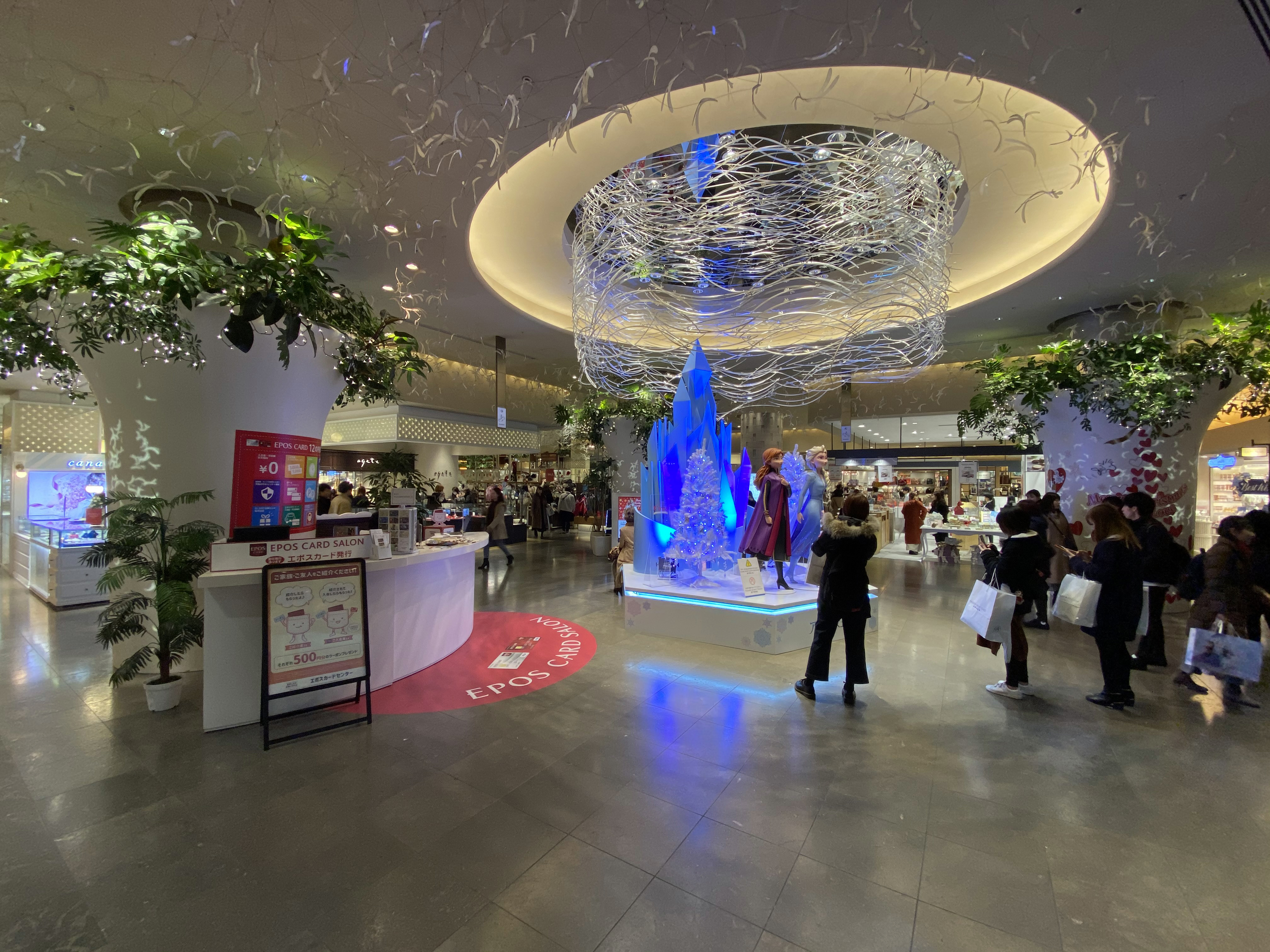
1階
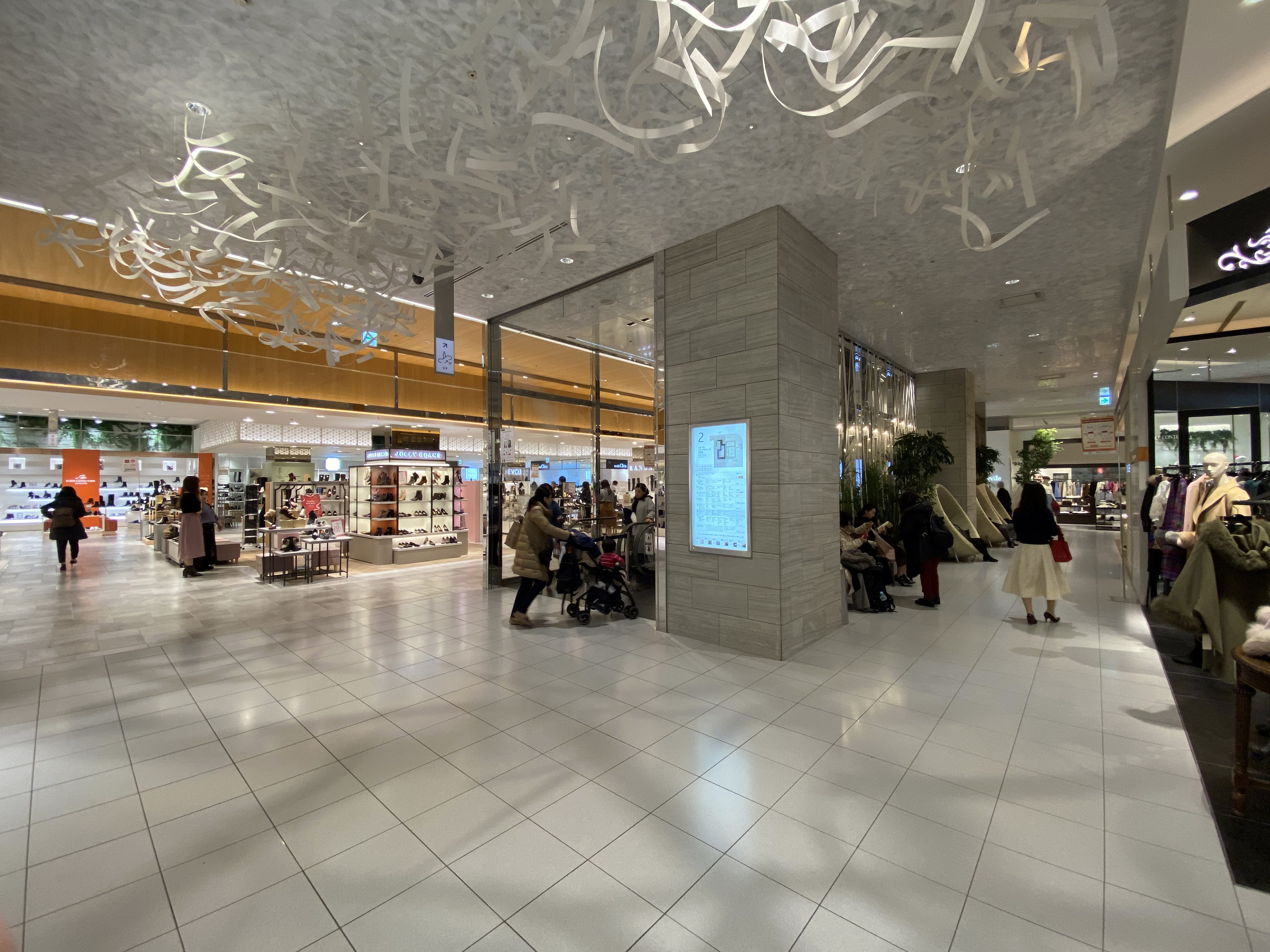
2階
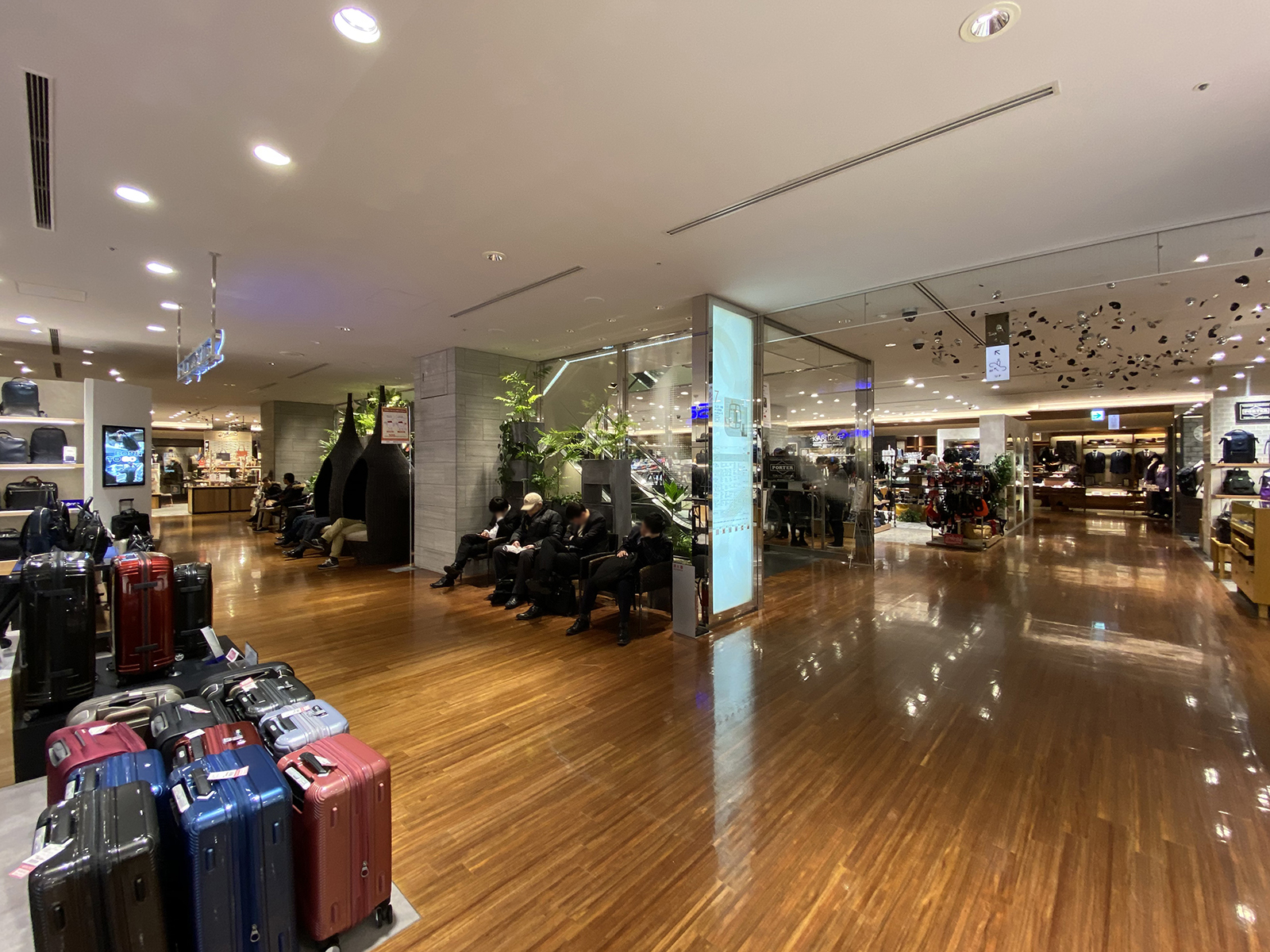
7階
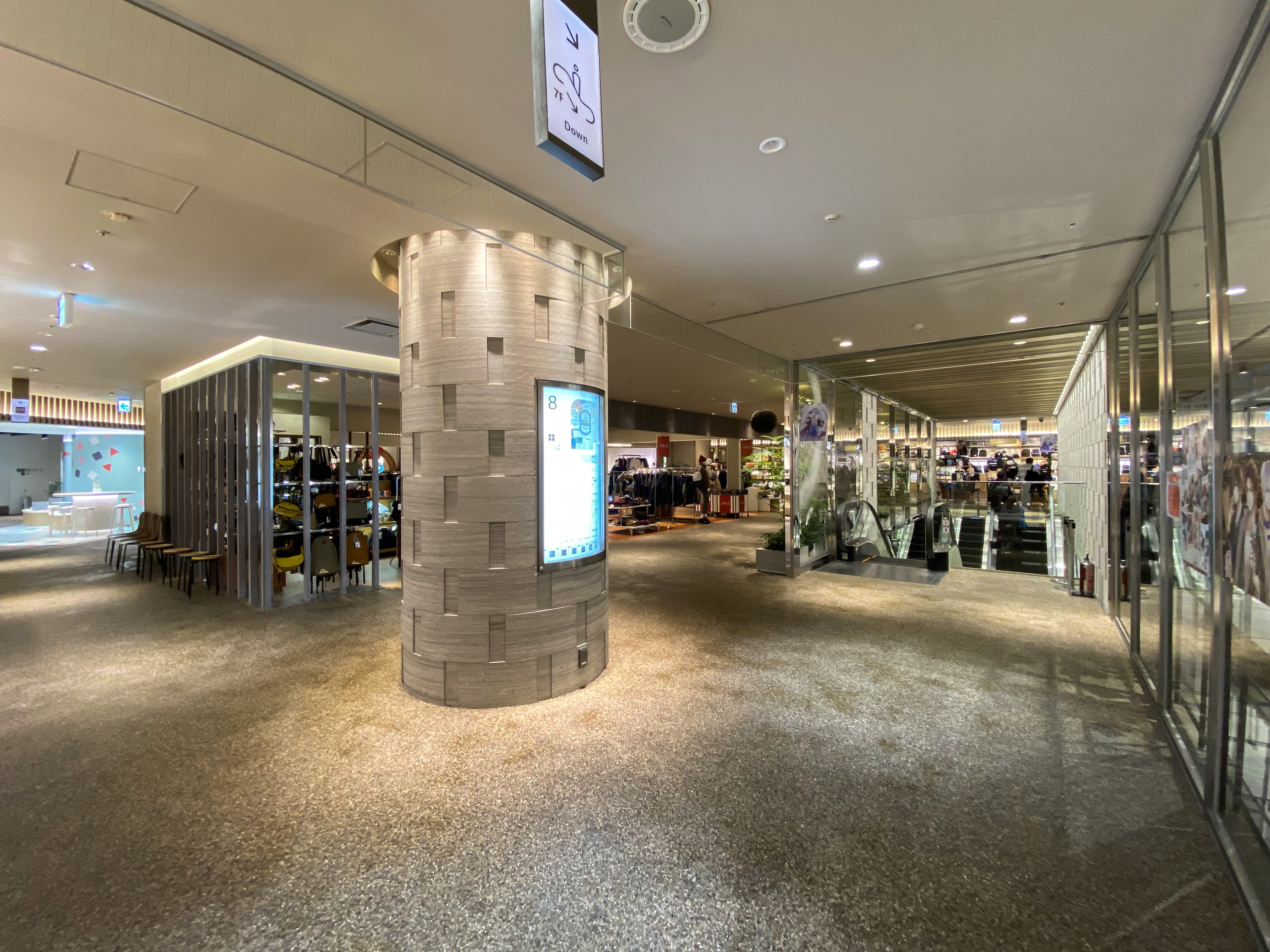
8階